# Бухалово (Тверская область)
Бу́халово — деревня в Бологовского муниципального округа Тверской области России. До 2023 года в составе Бологовского района. 

## Название
Ранее деревня называлась Бухолово. 

## География
Деревня находится в северной части Тверской области, в зоне хвойно-широколиственных лесов, в пределах восточного склона Валдайской возвышенности, на расстоянии примерно 208 км на северо-запад от Твери. Абсолютная высота — 171 метр над уровнем моря м.

### Климат
Климат характеризуется как умеренно континентальный, влажный, с холодной продолжительной зимой и умеренно тёплым летом. Среднегодовая температура воздуха — 4,8 °C. Средняя температура воздуха самого холодного месяца (января) — −7,8 °C (абсолютный минимум — −48 °C), средняя температура самого тёплого (июля) — 15,6 °С (абсолютный максимум — 36 °С). Годовое количество атмосферных осадков составляет в среднем 762 мм, из которых большая часть выпадает в тёплый период. Снежный покров держится в течение 140 дней.
Как крупное селение обозначено на десятиверстовой карте Стрельбицкого 1871 года.
На 1909 год деревня входила в Копонковское сельское общество Кемецкой волости Валдайского уезда Новгородской губернии.
Входила с 2005 до 2023 год  в состав Кемецкого сельского поселения с центром в с. Кемцы. С 2023 года - в составе Бологовского муниципального округа.

## Население
| 2008 | 2010 |
| ---- | ---- |
| 3    | ↘0   |